# ابراهیم عقیل (حزب‌الله)
ابراهیم عقیل (یا ابراهیم عکیل، به عربی: ابراهیم عقیل؛ ۲۴ دسامبر ۱۹۶۲ – ۲۰ سپتامبر ۲۰۲۴)، همچنین معروف به عربی الحاج تحسین یا تحسین، یا با نام مستعار الحاج عبدالقادر، یک نظامی لبنانی بود که به عنوان فرمانده کل نیروی رضوان حزب‌الله خدمت کرد. او عضو شورای جهاد بود که بر عملیات نظامی و امنیتی این سازمان نظارت داشت. برخی عقیل را رئیس ستاد حزب‌الله میدانستند.
در ۲۱ ژوئیه ۲۰۱۵، وزارت خزانه‌داری ایالات متحده عقیل را تحت فرمان اجرایی ۱۳۵۸۲ - به دلیل نقش او در حزب‌الله او را به فهرست تحریمات اضافه کرد. در سپتامبر ۲۰۱۹، وزارت امور خارجه ایالات متحده او را به عنوان یک تروریست جهانی ویژه فهرست کرد.
در ۲۰ سپتامبر ۲۰۲۴، عقیل در حمله نیروی هوایی اسرائیل در حارة حریک، لبنان کشته شد.

## زندگی‌نامه
در دهه ۱۹۸۰، عقیل عضو ارشد سازمان جهاد اسلامی، گروهی وابسته به حزب‌الله بود. این سازمان عمل کرد ترور به صورت بمب‌گذاری سفارت آمریکا در بیروت در سال ۱۹۸۳ را انجام داد که منجر به کشته شدن ۶۳ نفر شد، و حملات به پایگاه‌های نیروهای چندملیتی در بیروت که باعث مرگ ۳۰۵ نفر شد. در طول دهه ۱۹۸۰، عقیل مسئول آدم‌ربایی گروگان‌های آمریکایی و آلمانی بود.
در ۴ فوریه ۲۰۰۰، در جریان درگیری جنوب لبنان، بالگردهای آپاچی AH-64 اسرائیلی موشک‌های هلفایر AGM-114 را به سمت خودروی عقیل در روستای باریش شلیک کردند، جایی که او به عنوان فرمانده حزب‌الله در بخش جنوب لبنان (یا بخش غربی جنوب لبنان) خدمت می‌کرد. اولین موشک به عقب خودرو اصابت کرد و او را به بیرون از خودرو خارج کرد. او فرار کرد و پشت ساختمانی قایم شد. موشک دوم خودرو را نابود کرد. بعد از که عقیل را پیدا کردن، موشک دیگری به سمت او شلیک شد و به دیوار برخورد کرد. عقیل به‌طور سطحی مجروح شد و توانست از این حادثه فرار کند.
در طول جنگ لبنان ۲۰۰۶، عقیل مسئول هماهنگی اطلاعاتی بین حزب‌الله و ارتش سوریه بود. یک ماه بعد، در سپتامبر ۲۰۰۶، در حالی که به عنوان رئیس سرویس‌های امنیتی و اطلاعاتی حزب‌الله خدمت می‌کرد، «اطلاعات آنلاین» گزارش داد که عقیل یکی از سه عضو حزب‌الله بود که همراه با حسن نصرالله و مصطفی بدرالدین، در طول دهه ۱۹۸۰ و اوایل دهه ۱۹۹۰ برای آموزش چندین ماه به کره شمالی سفر کردند.
در ۲۱ ژوئیه ۲۰۱۵، وزارت خزانه‌داری ایالات متحده عقیل را به عنوان فردی نزدیک به رهبری حزب‌الله و عمل‌کننده از طرف آن، همراه با دیگر چهره‌های ارشد سازمان - مصطفی بدرالدین، فؤاد شکر و عبدالنور شعلان - تحریم کرد. او به عنوان فردی که وظیفه مهمی در کمپین نظامی حزب‌الله در سوریه داشت، شناسایی شد که به جنگجویان سازمان و نیروهای طرفدار رژیم سوریه علیه نیروهای مخالف سوری در طول جنگ داخلی سوریه کمک می‌کرد. عقیل همچنین از طریق چندین 'اعلام قرمز' اینترپل تحت تعقیب بود که سابقه طولانی او با سازمان را مستند داشت، از جمله دخالت در آدم‌ربایی و نگهداری دو شهروند آلمانی در اواخر دهه ۱۹۸۰ و کمپین بمب‌گذاری در پاریس در سال ۱۹۸۶. دو نامزد (در کنار فؤاد شکر) برای جانشینی او به عنوان وزیر دفاع حزب‌الله بودن (اگرچه برخی دیگر فؤاد شکر را در این نقش شناسایی کردند).
در ۱۰ سپتامبر ۲۰۱۹، وزارت امور خارجه ایالات متحده او را به عنوان یک تروریست جهانی ویژه تعیین کرد. در ۱۸ آوریل ۲۰۲۳، برنامه پاداش برای عدالت، پاداشی تا ۷ میلیون دلار برای اطلاعات دربارهٔ او پیشنهاد داد.
قبل از مرگش، عقیل به عنوان رئیس عملیات حزب‌الله خدمت می‌کرد و مسئول نیروی رضوان بود، از جمله در طول درگیری حزب‌الله و اسرائیل که پس از حملات حزب‌الله به اسرائیل روز بعد از حملات ۷ اکتبر حماس شروع شد.
او همچنین پروژه تونل حزب‌الله در لبنان را رهبری می‌کرد. گزارش شده که او در جریان انفجارهای پیجر لبنان در سال ۲۰۲۴ مجروح شد و در روز کشتانش از بیمارستان مرخص شده بود. در صورت تهاجم اسرائیل به لبنان، واحد عقیل برنامه‌ریزی کرده بود تا عملیات متقابلی، مشابه حملات ۷ اکتبر، در شمال اسرائیل انجام دهد. این واحد همچنین قرار بود در دفاع از جنوب لبنان در برابر تهاجم اسرائیل دخیل باشد.

###### کشتان اقیل - (در ۲۰ سپتامبر ۲۰۲۴)
جنگنده‌های اف-۳۵ اسرائیلی چهار موشک به سمت یک ساختمان در حومه ضاحیه بیروت شلیک کردند که عقیل را هدف قرار داد که در جلسه‌ای در دو طبقه زیرزمین حضور داشت. این حمله هوایی حداقل ۴۵ نفر از جمله فرمانده ارشد حزب‌الله احمد محمود وهبی، ۱۴ نظامی دیگر رده بالای حزب‌الله. ارتش اسرائیل تأیید کرد که این حمله عقیل را هدف قرار داده و بعداً مرگ عقیل را تأیید کرد.

گزارش‌های سعودی اولین گزارش‌ها در مورد مرگ او بودند. سخنگوی ارتش اسرائیل، دانیل هاگاری، گفت که:
"عقیل و دیگر رهبران ارشد نیروی نخبه رضوان زیر زمین جمع شده بودند که در حمله هوایی اسرائیل هدف قرار گرفته و کشته شدند. او همچنین ادعا کرد که حداقل ۱۰ فرمانده حزب‌الله در حمله هوایی در بیروت کشته شدند."
چند ساعت بعد، حزب‌الله مرگ عقیل را تأیید کرد. در بیانیه‌ای که این گروه منتشر کرد، از او به عنوان "یک رهبر جهادی بزرگ" یاد شد. در این بیانیه همچنین آمده است که او "پس از یک زندگی پربرکت پر از جهاد به 'تظهرات برادرانش' (رهبرها جیعاد دیگر).

جیک سالیوان، مشاور امنیت ملی آمریکا، گفت که ترور عقیل عدالت را برای او آورد و اظهار داشت: 
"هر زمان که یک تروریست که آمریکایی‌ها را به قتل رسانده به عدالت سپرده می‌شود، ما معتقدیم که این یک نتیجه خوب است."
در ۲۲ سپتامبر، هرتزوگ، رئیس‌جمهور اسرائیل، در مصاحبه با اسکای نیوز گفت که:
این ترور برای از بین بردن برنامه‌های رضوان برای حمله به جلیل انجام شده است.